# ヴァレカイ
ヴァレカイ（Varekai）はシルク・ドゥ・ソレイユの移動公演のひとつ。2002年4月24日にカナダ・モントリオールで初演。演出はドミニック・シャンパーニュ。また日本人の石岡瑛子もコスチュームデザイナーも手がけている 。ヴァレカイはロマ語でどこの意味である。

## 主な登場人物
- Icarus
- The Betrothed
- The Guide
- The Limping Angel